# Prolaktin
Prolaktin, (PRL), ili luteotropni hormon (LTH) je protein koji je kod ljudi kodiran PRL genom.
Prolaktin je peptidni hormon koji je otkrio Henri Friesen. On je prvenstveno vezan sa laktaciju. U toku dojenja, čin detetovog sisanja bradavica podstiče proizvodnju oksitocina, što stimuliše refleks otpuštanja mleka, čime se dojka puni mlekom putem procesa laktogeneza, u pripremi za sledeći obrok.
Hipofizno izlučivanje prolaktina je regulisano neuroendokrinim neuronima u hipotalamusu, najvažniji od kojih su neurosekretorni TIDA neuroni arkuatnog jezgra (lat. nucleus arcuatus hypothalami). Oni izlučuju dopamin koji dejstvuje na dopaminske receptore D2 laktotrofa, izazivajući inhibiciju sekrecije prolaktina. Tireotropin oslobađajući hormon stimuliše oslobađanje prolaktina.
Vazoaktivni intestinalni peptid i histidin izoleucin peptid pomažu u regulaciji prolaktinske sekrecije kod ljudi. Funkcije tih hormona kod ptica mogu da budu veoma različite.
Prolaktin se ponekad klasifikuje kao gonadotropin. Kod ljudi on ima slab luteotropni efekat, dok je njegov učinak suzbijanja klasičnih gonadotropnih hormona važniji.

## Struktura
Struktura prolaktina je slična hormonu rasta i posteljičnom laktogenu. Molekul je stabilizovan sa tri disulfidna mosta. Znatna heterogenost molekula je poznata, tako da biotestovi i imunotestovi mogu da proizvedu veoma različite rezultate usled različite glikozilacije, fosforilacije, sulfacije, kao i degradacije. Ne-glikozilovana forma prolaktina je dominantna forma. Ona se izlučuje iz hipofiza.

## Literatura
- Bartholomew, Edwin F.; Martini, Frederic; Ober, William B. (2007). Essentials of anatomy & physiology. San Francisco: Pearson/Benjamin Cummings. стр. 340. ISBN 978-0-8053-7303-5.

1. ↑  Evans AM, Petersen JW, Sekhon GS, DeMars R (1989). „Mapping of prolactin and tumor necrosis factor-beta genes on human chromosome 6p using lymphoblastoid cell deletion mutants”. Somat. Cell Mol. Genet. 15 (3): 203—13. PMID 2567059. doi:10.1007/BF01534871.
2. ↑  Bartholomew, Edwin F.; Martini, Frederic; Ober, William B. (2007). Essentials of anatomy & physiology. San Francisco: Pearson/Benjamin Cummings. стр. 340. ISBN 978-0-8053-7303-5.
3. ↑  Kulick R, Chaiseha Y, Kang S, Rozenboim I, El Halawani M (2005). „The relative importance of vasoactive intestinal peptide and peptide histidine isoleucine as physiological regulators of prolactin in the domestic turkey”. Gen Comp Endocrinol. 142 (3): 267—73. PMID 15935152. doi:10.1016/j.ygcen.2004.12.024.
4. ↑  Marieb, E.N. and Hoehn, K. (2006). Human Physiology & Anatomy. 7th ed. London: Benjamin Cummings. pp. 605
5. ↑  „MESH entry on Gonadotropins”.

## Spoljašnje veze
- Patofiziologija endokrinog sistema
- enciklopedia Prolactin
- med/1098 - Hiperprolaktinemija
- med/1914 - Prolaktinska deficijencija